# Jon Bakero
Jon Bakero Escudero, znany lepiej jako Jon Bakero (ur. 16 lipca 1971) to były hiszpański piłkarz występujący na pozycji napastnika. Jest bratem José Mari Bakero. Był także jego asystentem w klubie Polonia Warszawa.